# Gestippelde gentiaan
De gestippelde gentiaan (Gentiana punctata) is een plant uit het geslacht Gentiana (gentianen) die vooral voorkomt in bergachtige streken in Midden- en Zuid-Europa. 
De plant is herkenbaar aan zijn rechtopstaande bloemstengels met talrijke grote, trompetvormige, vuilgele, met purperen stippels voorziene bloemen.

## Naamgeving enetymologie
- Synoniemen: Coilantha campanulata G.Don, Coilantha punctata G.Don, Gentiana campanulata Jacq., Gentiana immaculata Pers., Gentiana purpurea Vill., Gentianusa punctata (L.) Pohl

- Duits: Tüpfel-Enzian
- Engels: Spotted Gentian
- Frans: Gentiane ponctuée

De botanische naam Gentiana is ontleend aan Gentius, koning van Illyrië, die de genezende eigenschappen ontdekt zou hebben. De soortaanduiding punctata is afkomstig uit het Latijn en betekent 'gestippeld'.

## Kenmerken
De gestippelde gentiaan is een overblijvende, kruidachtige plant, 20 tot 60 cm hoog, met meerdere rechtopstaande, bebladerde bloemstengels. De kruisgewijs tegenoverstaande bladeren zijn ovaal tot lancetvormig, de onderste gesteeld, de hogere bladeren zittend. De bladeren zijn glanzend lichtgroen, geribd, met meestal 5 parallel lopende bladnerven, en een gave bladrand. 
De bloemen zijn eindstandig of okselstandig in de bovenste bladoksels van de stengel, individueel of met enkele bij elkaar. De kelk is veel korter dan de kroon, tot de helft gefuseerd tot een kelkbuis, uitlopend in vijf tot acht onregelmatige, opstaande, lancetvormige kelkblaadjes. De kroon is opgericht, trompetvormig, met ingesneden, driehoekige slippen, 25 tot 35 mm lang, bleek vuilgeel met purperen vlekjes.
De plant bloeit van juli tot september.

## Gelijkende en verwante soorten
De gestippelde gentiaan lijkt qua habitat, habitus en bloeitijd veel op de purpergentiaan (Gentiana purpurea) en de Hongaarse gentiaan (Gentiana panonica), maar kan daar door de gele kleur van onderscheiden worden. Ze kan door de grote, trompetvormige bloemen en kleinere groeivorm onderscheiden worden van de gele gentiaan (Gentiana lutea).

## Habitaten verspreiding
De gestippelde gentiaan is vooral te vinden in subalpiene en alpiene graslanden, alpiene heide en struwelen op zure of kleiige bodems, tot op een hoogte van 3000 m, bij voorkeur op plaatsen die tot in het voorjaar met sneeuw bedekt zijn.
Ze komt voor in de bergen van Midden- en Zuid-Europa, voornamelijk in de Centrale en Zuidelijke Alpen, het Tatra-gebergte en het Balkangebergte.
... · 
G. acaulis (Kochs gentiaan) · 
G. angustifolia (Smalbladige gentiaan) · 
G. asclepiadea (Zijdeplantgentiaan) · 
G. bavarica (Beierse gentiaan) · 
G. clusii (Grootbloemige gentiaan) · 
G. cruciata (Kruisbladgentiaan) · 
G. lutea (Gele gentiaan) · 
G. nivalis (Sneeuwgentiaan) · 
G. pneumonanthe (Klokjesgentiaan) · 
G. punctata (Gestippelde gentiaan) · 
G. purpurea (Purpergentiaan) · 
G. sino‑ornata (Chinese herfstgentiaan) · 
G. terglouensis (Triglav-gentiaan) · 
G. utriculosa (Blaasgentiaan) · 
G. verna (Voorjaarsgentiaan) · 
· ...